# Luka Korlaet
Luka Korlaet (Zagreb, 14. rujna 1974.) hrvatski je arhitekt, političar i sveučilišni profesor, zamjenik gradonačelnika Zagreba u dva mandata od 2021. godine.
Od 1. listopada 2007. godine član je Hrvatske komore arhitekata te član njezina Odbora za obrazovanje, a 2009. – 2011. bio je članom izvršnog odbora Društva arhitekata Zagreba, za koje je također uređivao mrežnu stranicu.

## Obrazovanje i karijera
Korlaet je studirao na Arhitektonskome fakultetu u Zagrebu, gdje je dobio Rektorovu nagradu i nagradu prof. Filipovića. Nakon diplomiranja 2001. godine zaposlen je 1. listopada kao asistent na tamošnjoj Katedri za arhitektonsko projektiranje. Ondje je predavao na kolegijima o projektiranju stambenih zgrada i interijera na prijediplomskoj i diplomskoj razini, kao i kolegiju Hrvatski prostor i arhitektura – Sjeverozapadna Hrvatska. Surađivao je u više navrata s Građevinskim fakultetom u Zagrebu na temu »procjene rizika od potresa u Zagrebu«, a kao gostujući profesor predavao je na Fakultetu građevinarstva, arhitekture i geodezije u Splitu.
Godine 2015. doktorirao je na matičnome fakultetu disertacijom Prostorni razvoj stana u Zagrebu 1975–2005. u okvirima programa društveno poticane stanogradnje uz mentorstvo Ljerke Biondić. U zvanje izvanrednog profesora izabran je 2023. godine.

### Radovi
Kao arhitekt sudjelovao je u projektiranju stambenog sklopa Jordanovac, na adresi Dobri dol 66–88, za koji je dobio Medalju za arhitekturu, godišnju nagradu HKA. Bio je suprojektant i stambeno-poslovne zgrade na adresi Veslačka 15–17.
Pokrenuo je projekt Džepni vodič arhitekture Zagreba iz 2010. i suvoditelj je digitalnog arhiva stambenih zgrada u hrvatskoj imena Stanovanje.plus.

## Politička karijera
Kao svoga zamjenika predstavio ga je 12. travnja 2021. godine kandidat za gradonačelnika Tomislav Tomašević. Tom je prilikom Korlaet naglasio svoje namjere zalaganja za urbanizam, stanovanje i obnovu nakon potresa u Zagrebu ukoliko budu izabrani.
Dana 8. travnja 2022. Vlada ga je izabrala za zamjenika predsjednika Stručnog savjeta za obnovu.
Na parlamentarnim izborima 2024. godine bio je nositelj liste za 3. izbornu jedinicu, gdje je izabran s 1773 preferencijalna glasa. Zamjenica mu je u 11. sazivu Sabora bila Dubravka Novak.

## Vanjske poveznice
- Profil na CroRIS-u
- Profil na Google Znalcu